# Hamhung
Hamhŭng är en stad på Nordkoreas östkust mot Japanska havet och är huvudstaden för provinsen Södra Hamgyong. Hamhung har växt ihop med den södra hamnstaden Hungnam och år 2005 upptogs denna stad i Hamhungs administrativa område. Centralorten hade cirka 700 000 invånare vid folkräkningen 2008, med cirka 770 000 invånare inom den fulla stadsgränsen, vilket gör den till landets näst folkrikaste stad.

## Historia
Staden har en historia som går tillbaka till 1100-talet och är Joseon-dynastins grundare Yi Seonggyes födelseort.
Under den japanska koloniala perioden, då orten kallades Kankō, byggdes den upp till ett viktigt industriellt center.
Stora delar av staden förstördes under Koreakriget. Efter kriget byggdes staden upp igen med stöd från Östtyskland. Staden drabbades svårt av hungersnöden under 1990-talet. Staden är en viktig industristad med kemiska industrier, textilindustrier, med mera. Staden har också ett universitet.

## Administrativ indelning
Hamhung är indelat i sju stadsdistrikt (kuyŏk):
- Sŏngchŏngang-kuyŏk (성천강구역 ; 城川江區域)
- Haean-kuyŏk (해안구역 ; 海岸區域)
- Hoesang-kuyŏk (회상구역 ; 会上區域);
- Hŭngdŏk-kuyŏk (흥덕구역 ; 興德區域);
- Hŭngnam-kuyŏk (흥남구역 ; 興南區域)
- Sap'o-kuyŏk (사포구역 ; 沙浦區域)
- Tonghŭngsan (동흥산구역 ; 東興山區域)

¹ Hungnam var tidigare en separat stad men slogs samman med Hamhung år 2005.